# Liste der Stolpersteine in Kempen

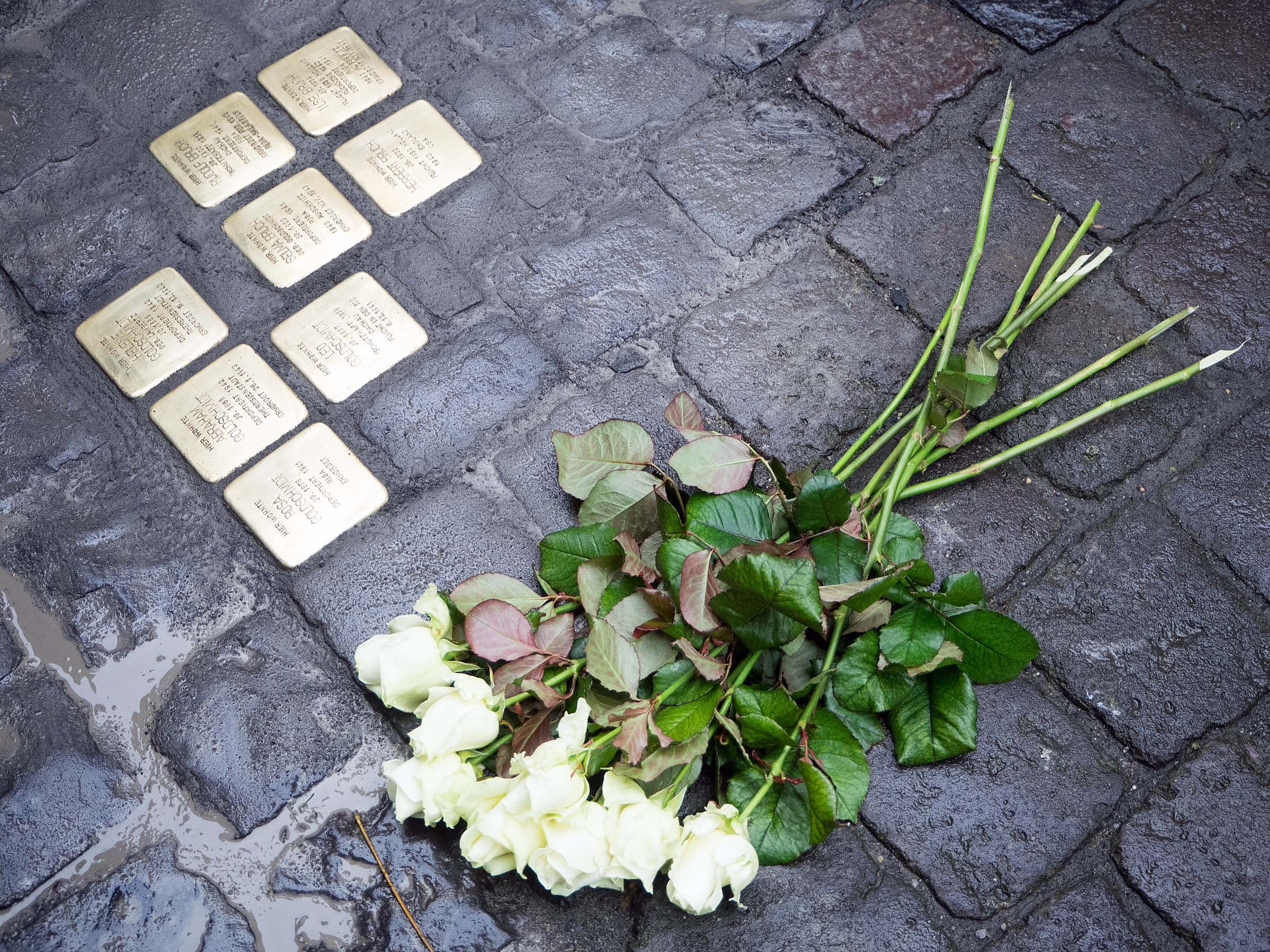
Stolperstein-Verlegung in Kempen (Verlegung am 18. Dezember 2017, Alte Schulstr. 10)

Die Liste der Stolpersteine in Kempen enthält alle Stolpersteine, die im Rahmen des gleichnamigen Projekts von Gunter Demnig in Kempen verlegt wurden. Mit ihnen soll an Opfer des Nationalsozialismus erinnert werden, die in Kempen lebten und wirkten.

## Verlegte Stolpersteine
- Karte mit allen Koordinaten:
- OSM |
- WikiMap

Hinweise zur Benutzung der Auflistung:
Die Liste führt die verlegten Stolpersteine auf, nennt Namen und Lebensdaten der Person, Ort und Datum der Verlegung, die auf dem Stein zu lesende Inschrift und zeigt jeweils ein Foto des beschriebenen Stolpersteins. Dazu führt die Liste Informationen zur Person auf sowie, in den Fußnoten, auch Informationen zu den genannten verwandten Personen.
- Die Liste ist teils sortierbar gestaltet. Die Sortierung nach dem Alphabet wird durch das Anklicken der beiden Dreiecke in den Spalten erreicht.
- Mit ♁ (Lage) oder der Weltkugel lassen sich die Koordinaten mit Kartendiensten anzeigen.
- Hochgestellte Zahlen im Text bedeuten einen Link: Hochgestellte Zahlen in eckigen Klammern verweisen auf einen Einzelnachweis (Beleg) für die Information.
- Blau hinterlegte Wörter sind als Links zu anderen Wikipediaartikeln oder auch als Links innerhalb dieser Liste hinterlegt.

### Verlegte Stolpersteine im Ortsteil Kempen
| Adresse                                                                    | Verlege- datum | Person, Inschrift | Bild                                                                                         | Anmerkung |
| -------------------------------------------------------------------------- | -------------- | --- | -------------------------------------------------------------------------------------------- | --- |
| Engerstraße 21 ·                                                           | 15. Dez. 2015  | Hier wohnte und arbeitete Marian Kurzawa Jg. 1914 Polen Zwangsarbeiter verurteilt 18.6.1941 'Rassenschande' Sachsenhausen Ermordet 21.6.1941                               | Stolpersteine in Kempen: Marian Kurzawa, Engerstraße 21                                      | Marian Kurzawa wurde am 21.11.1914 in der Nähe von Turek (Polen) geboren und seit dem Dezember 1940 als Zivilarbeiter in Kempen eingesetzt. Im gleichen Monat wurde er durch den Melker Josef Gessmann wegen angeblicher Rassenschande mit einer deutschen Magd denunziert, am 18.06.1941 vom Krefelder Landgericht verurteilt und am 21.06.1941 im KZ Sachsenhausen erhängt. |
| Engerstraße 38 ·                                                           | 15. Dez. 2015  | Hier wohnte Berta Berghoff Jg. 1861 Deportiert 1942 Theresienstadt Ermordet 17.8.1942                                                                                      | Stolpersteine in Kempen: Berta Berghoff, Engerstraße 38                                      | Berta Berghoff wurde am 15.08.1861 in Kempen als Tochter von Jakob Berghoff und seiner Ehefrau Regina, geb. Bönninger geboren. Hier betrieb sie – mit ihren Schwestern Caroline und Johanna – ein kleines Fleischerfachgeschäft. Aufgrund der Nürnberger Rassegesetze und der Verwüstung des Hauses Engerstraße 38 beim Novemberpogrom konnten die Schwestern kein Einkommen mehr erzielen. Am 24.07.1942 wurde Berta ab Düsseldorf (Strittig: Diese Quelle nennt den Transport VII/2, Zug Da 71 von Aachen aus) ins Ghetto Theresienstadt deportiert, dort starb sie am 17.08.1942. |
| Engerstraße 38 ·                                                           | 15. Dez. 2015  | Hier wohnte Caroline Berghoff Jg. 1861 Deportiert 1942 Theresienstadt 1942 Treblinka Ermordet                                                                              | Stolpersteine in Kempen: Caroline Berghoff, Engerstraße 38                                   | Caroline (Karoline) Berghoff wurde am 21.12.1865 in Kempen als Tochter von Jakob Berghoff und seiner Ehefrau Regina, geb. Bönninger geboren. Hier betrieb sie – mit ihren Schwestern Berta und Johanna – ein kleines Fleischerfachgeschäft. Aufgrund der Nürnberger Rassegesetze und der Verwüstung des Hauses Engerstraße 38 beim Novemberpogrom konnten die Schwestern kein Einkommen mehr erzielen. Am 24.07.1942 wurde Caroline ab Düsseldorf (Strittig: Diese Quelle nennt den Transport VII/2, Zug Da 71 von Aachen aus) ins Ghetto Theresienstadt, am 29.09.1942 ins Vernichtungslager Treblinka deportiert und dort ermordet (Strittig: In dieser Quelle wird das Ghetto Minsk als Todesort genannt). |
| Engerstraße 38 ·                                                           | 15. Dez. 2015  | Hier wohnte Johanna Berghoff Jg. 1857 gedemütigt/entrechtet tot 27.12.1938                                                                                                 | Stolpersteine in Kempen: Johanna Berghoff, Engerstraße 38                                    | Johanna Berghoff wurde am 21.10.1857 in Kempen als Tochter von Jakob Berghoff und seiner Ehefrau Regina, geb. Bönninger geboren. Hier betrieb sie – mit ihren Schwestern Berta und Caroline – ein kleines Fleischerfachgeschäft. Aufgrund der Nürnberger Rassegesetze und der Verwüstung des Hauses Engerstraße 38 beim Novemberpogrom konnten die Schwestern kein Einkommen mehr erzielen. Johanna verstarb am 27.12.1938 in Kempen an Krebs. |
| Von-Loe-Straße 14 ·                                                        | 15. Dez. 2015  | Hier wohnte Andreas Mendel Jg. 1892 ‘Schutzhaft’ 1938 Dachau Deportiert 1941 Riga Ermordet 16.1.1942                                                                       | Stolpersteine in Kempen: Andreas Mendel, Von-Loe-Straße 14                                   | Andreas Mendel wurde am 09.07.1892 in St. Hubert als Sohn des Viehhändlers Alexander Mendel und seiner Frau Lisette, geb. Lambertz, geboren. Er heiratete die am 06.11.1892 in Liebenau bei Nienburg an der Weser geborene Paula Weinberg. Am 27.09.1922 kam in Kempen beider Sohn Kurt zur Welt, am 16.05.1924 ihre Tochter Lieselotte (gen. Liesel). Vom 10.11. bis zum 22.12.1938 befand er sich in „Schutzhaft“ im KZ Dachau. Er wurde ab Düsseldorf am 11.12.1941 ins Ghetto Riga deportiert und am 16.01.1942 dort ermordet. |
| Von-Loe-Straße 14 ·                                                        | 15. Dez. 2015  | Hier wohnte Kurt Mendel Jg. 1922 Deportiert 1941 Riga 1944 Stutthof Theresienstadt befreit                                                                                 | Stolpersteine in Kempen: Kurt Mendel, Von-Loe-Straße 14                                      | Kurt Mendel wurde am 27.09.1922 in Kempen als Sohn des Ehepaares Andreas und Paula Mendel geboren. Er wurde ab Düsseldorf am 11.12.1941 ins Ghetto Riga deportiert. Als am 06.11.1943 das Ghetto Riga aufgelöst wird, wird er in der Arbeitslager des Armeebekleidungsamtes (ABA) Mühlgraben bei Riga verbracht. Am 27.09.1944 wird er in das Lager Stutthof bei Danzig verlegt und Anfang 1945 in einem Evakuierungsmarsch zum Ghetto Theresienstadt gezwungen, dort wird er von den Amerikanern befreit. Kurt kehrt im Oktober nach Kempen zurück, wo er am 01.09.2007 verstirbt. |
| Von-Loe-Straße 14 ·                                                        | 15. Dez. 2015  | Hier wohnte Lieselotte Mendel Jg. 1924 Kindertransport 1939 Holland interniert Westerborg Deportiert 1942 Auschwitz Ermordet 30.9.1942                                     | Stolpersteine in Kempen: Lieselotte Mendel, Von-Loe-Straße 14                                | Lieselotte (gen. Liesel) Mendel wurde am 16.05.1924 als Tochter des Ehepaares Andreas und Paula Mendel geboren. Im Jahr 1939 gelingt es den Eltern, ihre Tochter mit einem Kindersammeltransport auf den Weg nach Holland zu bringen, wo sie bei Verwandten im Haushalt hilft. Nach der Besetzung der Niederlande wird sie zunächst in das KZ Westerbork gebracht. Von dort soll sie am 15.07.1942 ins KZ Auschwitz deportiert worden und dort am 30.09.1942 umgekommen sein. |
| Von-Loe-Straße 14 ·                                                        | 15. Dez. 2015  | Hier wohnte Paula Mendel geb. Weinberg Jg. 1892 Deportiert 1941 Riga 1944 Stutthof Ermordet 1945                                                                           | Stolpersteine in Kempen: Paula Mendel, Von-Loe-Straße 14                                     | Paula Weinberg wurde am 06.11.1892 (Strittig: Einige Quellen (u. a. hier und hier) nennen 1894 oder 1898 als Geburtsjahr) in Liebenau geboren, aus der Ehe mit Andreas Mendel gingen zwei Kinder hervor: Kurt (*27.09.1922) und Lieselotte (gen. Liesel *16.05.1924). Sie wurde ab Düsseldorf am 11.12.1941 ins Ghetto Riga deportiert. Nach dem Tod ihres Ehemanns wird sie ins KZ Stutthof transportiert, wo sie am 01.10.1944 ankommt, hier stirbt Paula Anfang 1945 am Hungertyphus. |
| Peterstraße 23 ·                                                           | 24. Nov. 2016  | Hier wohnte Emmy Hirsch Verh. Watermann Jg. 1911 Flucht Holland Interniert Westerbork Deportiert 1943 Sobibor Ermordet 5.3.1943                                            | Stolpersteine in Kempen: Emmy Hirsch, Peterstraße 23                                         | Emmy Watermann, geb. Hirsch wurde am 11.11.1911 als Tochter von Isidor Hirsch und Johanna Kaufmann in Kempen geboren. Ab ca. 1934 war sie Haustochter bei der Familie Watermann in Bunde, nach der Emigration der Familie nach Winschoten (Niederlande) heiratete sie 1937 Hans Watermann (geb. am 28.02.1906 in Bunde) in Rotterdam. Nach der Internierung in Westerbork wurden Emmy, Hans und der gemeinsame Sohn Fred (geb. am 17.11.1939 in Winschoten) am 02.03.1943 nach Sobibor deportiert und dort am 05.03.1943 ermordet. |
| Peterstraße 23 ·                                                           | 24. Nov. 2016  | Hier wohnte Ernst Hirsch Jg. 1904 Flucht 1938 Neuseeland | Stolpersteine in Kempen: Ernst Hirsch, Peterstraße 23                                        | Ernst Hirsch wurde 1904 in Kempen als ältester Sohn von Isidor Hirsch und seiner Ehefrau Johanna Kaufmann geboren. Als Beruf war „Religionslehrer“ angegeben – andere Quellen berichten, dass er als Buchhaltungs-Leiter in Webereien in Mönchengladbach und Rheydt arbeitete. Im Jahr 1932 heiratete er in Dortmund Margot Jammer. Mithilfe seines Cousins Stanley Sharpe (der in Australien lebt) gelang beiden im September 1938 die Flucht nach Dunedin/Neuseeland, wo Ernst am 17.02.1978 verstarb. |
| Peterstraße 23 ·                                                           | 24. Nov. 2016  | Hier wohnte Isidor Hirsch Jg. 1872 Deportiert 1942 Theresienstadt 1942 Treblinka Ermordet                                                                                  | Stolpersteine in Kempen: Isidor Hirsch, Peterstraße 23                                       | Isidor Hirsch wurde am 12.08.1872 als Sohn von Marx Hirsch (*1838 in Polch) und seiner Ehefrau Emilie, geb. Berghoff (*1833 in Hoerstgen) geboren. Er heiratete 1903 Johanna Kaufmann, aus der Ehe gingen sechs Kinder hervor: Ernst (*1904), Leo (*1905), Walter (*1906), Martha (*1908), Paul (*1909) und Emmy (*1911). Isidor Hirsch war Geschäftsinhaber der Metzgerei an der Peterstraße und des damit verbundenen Viehhandels – einer der tüchtigsten Geschäftsleute in Kempen. In der Reichspogromnacht wurden sein Geschäft und seine Wohnung von Kempener Polizei und SA zerstört und geplündert. Am 25.07.1942 wurde er mit seiner Frau ab Düsseldorf mit dem Transport VII/2 Bp, No. 1250 ins Ghetto Theresienstadt deportiert und am 21. September 1942 weiter ins Vernichtungslager Treblinka, wo beide umkamen (strittig: Der Sohn Paul Hirsch schreibt in seinen Lebenserinnerungen, dass seine Tante Johanna und seine Eltern (Isidor und Johanna) nach Mitteilungen des Roten Kreuzes und des Suchdienstes Arolsen direkt ins KZ Auschwitz deportiert wurden). |
| Peterstraße 23 ·                                                           | 24. Nov. 2016  | Hier wohnte Johanna Hirsch Jg. 1875 Deportiert 1942 Theresienstadt 1942 Treblinka Ermordet                                                                                 | Stolpersteine in Kempen: Johanna Hirsch, Peterstraße 23                                      | Johanna Hirsch (gen. „Hannchen“) wurde am 02.01.1875 (andere Quellen nennen das Jahr 1876 als Geburtsjahr) als Tochter von Marx Hirsch (*1838 in Polch) und seiner Ehefrau Emilie, geb. Berghoff (*1833 in Hoerstgen) geboren. Sie war die (unverheiratete) Schwester von Isidor Hirsch. Am 25.07.1942 wurde sie ab Düsseldorf mit dem Transport VII/2 Bs, No. 615 ins Ghetto Theresienstadt und weiter am 21.09.1942 ins Vernichtungslager Treblinka deportiert, wo sie ermordet wurde (strittig: Der Sohn Paul Hirsch schreibt in seinen Lebenserinnerungen, dass seine Tante Johanna und seine Eltern (Isidor und Johanna) nach Mitteilungen des Roten Kreuzes und des Suchdienstes Arolsen direkt ins KZ Auschwitz deportiert wurden). |
| Peterstraße 23 ·                                                           | 24. Nov. 2016  | Hier wohnte Johanna Hirsch geb. Kaufmann Jg. 1874 Deportiert 1942 Theresienstadt 1942 Treblinka Ermordet                                                                   | Stolpersteine in Kempen: Johanna Hirsch, geb. Kaufmann, Peterstraße 23                       | Johanna Kaufmann (gen. „Anna“) wurde am 09.09.1874 im Kommern als Tochter von Isaac Kaufmann (*16.01.1838 in Kommern) und Eva Kaufmann, geb. Levy (*24.07.1841 in Wesseling) geboren. Sie heiratete im Jahr 1903 Isidor Hirsch – sie hatten sechs Kinder: Ernst (*1904), Leo (*1905), Walter (*1906), Martha (*1908), Paul (*1909) und Emmy (*1911). Am 25.07.1942 wurde sie ab Düsseldorf ins Ghetto Theresienstadt und weiter am 21.09.1942 ins Vernichtungslager Treblinka deportiert, wo sie ermordet wurde (strittig: Der Sohn Paul Hirsch schreibt in seinen Lebenserinnerungen, dass seine Tante Johanna und seine Eltern (Isidor und Johanna) nach Mitteilungen des Roten Kreuzes und des Suchdienstes Arolsen direkt ins KZ Auschwitz deportiert wurden). |
| Peterstraße 23 ·                                                           | 24. Nov. 2016  | Hier wohnte Leo Hirsch Jg. 1905 Flucht 1939 England | Stolpersteine in Kempen: Leo Hirsch, Peterstraße 23                                          | Leo Hirsch wurde 1905 als zweiter Sohn von Isidor Hirsch und seiner Ehefrau Johanna Kaufmann geboren. Als Beruf war „Metzgermeister“ angegeben, er hatte 1934 (mit seinem Bruder Paul) die elterliche Metzgerei übernommen. Während der Verwüstungen im Rahmen der Novemberpogrome hält er sich in Krefeld auf und kann sich bei einem Freund in Schmalbroich verstecken. Über die Niederlande können Leo, Paul und Renate Hirsch am 02.09.1939 mit einer der letzten Fähren ab Vlissingen nach England flüchten, wo Leo als Partner auf der Bilham Farms, Ltd. in Mersham, Kent, England (in der Nähe von Ashford) arbeitete. Im Jahr 1945 heiratete er Margot Silbermann, Leo verstarb 1974. |
| Peterstraße 23 ·                                                           | 24. Nov. 2016  | Hier wohnte Martha Hirsch verh. Horn Jg. 1908 Flucht 1939 Neuseeland | Stolpersteine in Kempen: Martha Hirsch, verh. Horn, Peterstraße 23                           | Martha Hirsch wurde am 04.05.1905 in Kempen als älteste Tochter von Isidor Hirsch und seiner Ehefrau Johanna Kaufmann geboren. Sie verbrachte ein Jahr auf der Höheren Webschule Crefeld (eine Vorläufer-Einrichtungen der Hochschule Niederrhein), arbeitete dann – mit ihrer Freundin Erna Servos – im jüdischen Kinderheim in Köln. Am 18.03.1939 heiratete sie Joe Horn aus Vorst, mit dem sie 1939 nach Dunedin/Neuseeland auswandern konnte. Martha starb am 18.10.2005 in Auckland. Für Martha wurde m 10.2.2013 ein Stolperstein im Tönisvorst verlegt. |
| Peterstraße 23 ·                                                           | 24. Nov. 2016  | Hier wohnte Paul Hirsch Jg. 1909 ‘Schutzhaft’ 1938 Dachau Flucht 1939 England USA                                                                                          | Stolpersteine in Kempen: Paul Hirsch, Peterstraße 23                                         | Paul Hirsch wurde am 02.08.1905 in Kempen als Sohn von Isidor Hirsch und seiner Ehefrau Johanna Kaufmann geboren. Als Beruf war „Metzgermeister“ angegeben, er hatte 1934 (mit seinem Bruder Leo) die elterliche Metzgerei übernommen. Im Jahr 1939 heiratete Paul Renate Meyer. Im Rahmen der Novemberpogrome wird er verhaftet, über die Niederlande kann er mit seinem Bruder Paul und seiner Ehefrau Renate am 02.09.1939 mit einer der letzten Fähren ab Vlissingen nach England flüchten. Dort baute Paul (wiederum) mit seinem Bruder Leo eine Farm auf, später ging er in die USA nach Seattle, wo er am 22.10.2005 verstarb. |
| Peterstraße 23 ·                                                           | 24. Nov. 2016  | Hier wohnte Walter Hirsch Jg. 1906 Flucht 1934 Italien Frankreich Interniert Drancy Ermordet in Auschwitz                                                                  | Stolpersteine in Kempen: Walter Hirsch, Peterstraße 23                                       | Dr. Walter Hirsch wurde am 06.09.1906 in Kempen als dritter Sohn von Isidor Hirsch und seiner Ehefrau Johanna Kaufmann geboren. Er war ein sehr guter Schüler, machte sein Abitur nach nur neun Jahren. Er studierte zwei Semester an der Universität in Freiburg und die folgenden sieben Semester an der Universität in Berlin. Er wurde am 06.10.1931 zum Doktor der Philosophie und Mathematik an der Humboldt-Universität in Berlin ernannt, wo er einen Lehrauftrag hatte. Nach der Machtergreifung der Nationalsozialisten und dem folgenden Berufsverbot wanderte er am 31.03.1934 nach Italien aus, wo er als Lehrer am Landschulheim Florenz arbeitete. Nachdem Hitler und Mussolini Verbündete wurden, wurde das Internat – in das noch unbesetzte Frankreich – nach Nizza verlegt, bald fiel es aber in die Hände der Vichy-Regierung. Trotz großer Bemühungen von Freunden und Kollegen aus den USA (u. a. Albert Einstein), ihn zu retten und in die USA zu bringen, erhielt er kein Ausreisevisum, um Frankreich zu verlassen. Mehrere Jahre lang ging er durch verschiedene Lager: Les-Milles De Gurs und schließlich 17.08.1942 ab Drancy in das KZ Auschwitz, wo er ermordet wurde. |
| Peterstraße 3 ·                                                            | 24. Nov. 2016  | Hier wohnte Heinrich Wolff Jg. 1887 Kritische Äusserungen verhaftet 8.8.1944 Angeklagt / Verurteilt 'Wehrkraftzersetzung' Zuchthaus Anrath Zuchthaus Arnsberg tot 9.2.1945 | Stolpersteine in Kempen: Heinrich Wolff, Peterstr. 3                                         | Heinrich Wolff wurde am 03.01.1887 in Kempen geboren und dort als selbstständiger Friseurmeister tätig. Er war mit Elisabeth Wolff, geb. Schlünkes (*03.01.1887, †01.01.1962 in Kempen) verheiratet, der gemeinsame Sohn war 1941 in Russland gefallen. Trotz der Warnungen seiner Mitbürger machte er aus seiner Abneigung gegen den Nationalsozialismus keinen Hehl, er wurde in den Akten der Polizei und der NS-Dienststellen als Gegner des Nationalsozialismus geführt und zwei Mal deswegen verhaftet. Am 08.08.1944 wurde er von einem (auswärtigen) Soldaten denunziert, verhaftet und ins Zuchthaus Anrath eingewiesen, von wo die Überweisung ins Zuchthaus Arnsberg erfolgte. Dort starb er bei einem Bombenangriff am 09.02.1945. |
| Ellenstraße 19 ·                                                           | 24. Nov. 2016  | Ellenstr. 19 wohnte Josef Voss Jg. 1920 Eingewiesen 1936 Heilanstalt Süchteln verlegt 20.6.1941 Hadamar Ermordet 20.6.1941 'Aktion T4'                                     | Stolpersteine in Kempen: Josef Voss, Ellenstr. 19                                            | Josef Voss wurde am 09.07.1920 als Sohn des Anstreichers Johannes Voss und seiner Ehefrau Agnes Voss, geb. Heinen in Kempen geboren. Durch eine Zangengeburt hatte er eine leichte Gehirnschädigung erlitten, die bei ihm zu sekundenlangen Abwesenheitszuständen und Verstehens-Schwierigkeiten führte. Vom 15.12.1930 bis zum 31.03.1934 war er in der Bildungs- und Pflegeanstalt für Geistesschwache St. Josefsheim in Waldniel untergebracht, durch die Diagnose des Hausarztes („...ist andererseits zu keinerlei Tätigkeit brauchbar...“) geriet er in die Fänge der Kinder-Euthanasie. Am 09.05.1941 wurde er in die Heilanstalt Andernach transportiert und von dort am 20.06.1941 weiter nach Hadamar. Dort ist er in der Gaskammer ermordet worden. |
| Alte Schulstraße 9 ·                                                       | 18. Dez. 2017  | Hier wohnte Sofie Buchdahl Jg. 1880 Deportiert 1941 Riga Ermordet | Stolpersteine in Kempen: Sofie Buchdahl, Alte Schulstraße 9                                  | Sofie Buchdahl wurde am 23.04.1880 in Lichtenau geboren, sie war als Haushälterin bei Andreas Lambertz tätig. Sie wurde am 11.12.1941 über Düsseldorf ins Ghetto Riga deportiert und dort ermordet – leider ist nicht mehr dazu bekannt. |
| Alte Schulstraße 9 ·                                                       | 18. Dez. 2017  | Hier wohnte Andreas Lambertz Jg. 1861 gedemütigt/entrechtet Tot 7.3.1942                                                                                                   | Stolpersteine in Kempen: Andreas Lambertz, Alte Schulstraße 9                                | Andreas (gen. Adolph oder Adolf) Lambertz wurde am 12.05.1861 geboren und war als Metzgermeister und Viehhändler tätig. Er wurde in das sogenannte „Judenhaus“ Josefstraße 7 (heute: Heilig-Geist-Straße) gebracht. Diese zusammengepferchten jüdischen Wohngemeinschaften waren eine andere Form des Ghettos und eine Vorbereitung auf die Deportation. Hier starb Andreas am 07.03.1942 – mehr ist leider nicht bekannt. |
| Alte Schulstraße 10 ·                                                      | 18. Dez. 2017  | Hier wohnte Herbert Bruch Jg. 1932 Flucht 1939 Holland 1940 England USA | Stolpersteine in Kempen: Herbert Bruch, Alte Schulstraße 10                                  | Herbert Bruch wurde am 17.10.1932 in Kempen als Sohn des Ehepaares Rudolf und Selma Bruch geboren. Nachdem die Niederlande und England – unter dem Eindruck der Reichspogromnacht – die Grenzen für jüdische Kinder geöffnet hatten, wurde Herbert am 04.01.1939 am Kölner Hauptbahnhof holländischen Frauen übergeben, die ihn zu Pflegefamilien nach Bergen aan Zee brachten. Nach dem Einmarsch der Wehrmacht in die Niederlande gelang ihm die Flucht (in letzter Stunde mit einem Kohlenfrachter) nach England (1940) und dann weiter in die USA. |
| Alte Schulstraße 10 ·                                                      | 18. Dez. 2017  | Hier wohnte Ilse Bruch Jg. 1934 Flucht 1939 Holland Rückkehr 1940 Deportiert 1941 Riga 1943 Auschwitz Ermordet Nov. 1943                                                   | Stolpersteine in Kempen: Ilse Bruch, Alte Schulstraße 10                                     | Ilse Bruch wurde am 16.01.1934 (eine andere Quelle gibt „1924“ als Geburtsjahr an) in Kempen als Tochter des Ehepaares Rudolf und Selma Bruch, geb. Goldschmidt geboren. Nachdem die Niederlande und England – unter dem Eindruck der Reichspogromnacht – die Grenzen für jüdische Kinder geöffnet hatten, wurde Ilse am 04.01.1939 am Kölner Hauptbahnhof holländischen Frauen übergeben, die sie zu Pflegefamilien nach Bergen aan Zee brachten. Nach dem Einmarsch der Wehrmacht in die Niederlande musste sie nach Kempen zu ihrer Familie zurückkehren, sie wurde am 11.12.1941 ab Düsseldorf ins Ghetto Riga, dann am 02.11.1943 ins KZ Auschwitz deportiert. Im November 1943 wurde sie dort ermordet. |
| Alte Schulstraße 10 ·                                                      | 18. Dez. 2017  | Hier wohnte Rudolf Bruch Jg. 1900 ‘Schutzhaft’ 1938 Dachau Deportiert 1941 Riga Ermordet Feb. 1942 Riga-Salaspils                                                          | Stolpersteine in Kempen: Rudolf Bruch, Alte Schulstraße 10                                   | Rudolf Bruch (in einigen Quellen auch „Rudolph“) wurde am 20.05.1900 in Dülken als Sohn des Ehepaares Hirsch und Adele Bruch, geb. Rath geboren. Als Beruf wird Kaufmann und Viehhändler genannt. Er heiratete am 04.04.1932 Selma Goldschmidt in Ratingen, aus der Ehe gingen zwei Kinder hervor: Ilse (*1934) und Herbert (*1932). Vom 17.11.1938 bis zum 20.01.1939 befand er sich in „Schutzhaft“ im KZ Dachau. Am 11.12.1941 wurde er ab Düsseldorf ins Ghetto Riga deportiert. In Riga-Salaspils wurde er im Februar 1942 ermordet. |
| Alte Schulstraße 10 ·                                                      | 18. Dez. 2017  | Hier wohnte Selma Bruch geb. Goldschmidt Jg. 1903 Deportiert 1941 Riga 1943 Auschwitz Ermordet Nov. 1943                                                                   | Stolpersteine in Kempen: Selma Bruch, Alte Schulstraße 10                                    | Selma Goldschmidt wurde am 20.04.1903 in Kempen als Tochter des Ehepaares Albert und Johanna Helena Goldschmidt, geb. Lambertz geboren, als Beruf wird Heimarbeiterin angegeben. Sie heiratete am 04.04.1932 Rudolf Bruch, sie hatten zwei Kinder: Ilse (*1934) und Herbert (*1932). Selma wurde ab Düsseldorf am 11.12.1941 ins Ghetto Riga, dann am 02.11.1943 ins KZ Auschwitz deportiert. Im November 1943 wurde sie dort ermordet. |
| Alte Schulstraße 10 ·                                                      | 18. Dez. 2017  | Hier wohnte Abraham Goldschmidt Jg. 1868 Deportiert 1942 Theresienstadt Ermordet 26.1.1943                                                                                 | Stolpersteine in Kempen: Abraham Goldschmidt, Alte Schulstraße 10                            | Abraham (Albert) Goldschmidt (in einigen Quellen auch „Albert“ genannt) wurde am 24.05.1868 in Oedt aus Sohn des Ehepaares Michael und Helene Goldschmidt, geb. Sauer geboren. Er heiratete Helene Goldschmidt, aus der Ehe gingen drei Kinder hervor: Hedwig (*01.12.1899, im Juli 1925 verstorben), Leo (*09.08.1897) und Selma (*20.04.1903). Abraham am 25.07.1942 mit dem Transport VII/2 Da 71 von Aachen (Strittig: Diese Quelle nennt Düsseldorf) ins Ghetto Theresienstadt deportiert und dort am 26.01.1943 ermordet. |
| Alte Schulstraße 10 ·                                                      | 18. Dez. 2017  | Hier wohnte Helene Goldschmidt geb. Lambertz Jg. 1869 Deportiert 1942 Theresienstadt Ermordet 19.12.1942                                                                   | Stolpersteine in Kempen: Helene Goldschmidt, Alte Schulstraße 10                             | Helene Johanna Lambertz wurde am 14.09.1869 als Tochter von Abraham und Karolina Lambertz in Kempen geboren. Sie heiratete Abraham Goldschmidt, aus der Ehe gingen drei Kinder hervor: Hedwig (*01.12.1899, im Juli 1925 verstorben), Leo (*09.08.1897) und Selma (*20.04.1903). Helene wurde am 25.07.1942 ab Düsseldorf mit dem Transport VII/2 ins Ghetto Theresienstadt deportiert und dort am 19.12.1942 ermordet. |
| Alte Schulstraße 10 ·                                                      | 18. Dez. 2017  | Hier wohnte Leo Goldschmidt Jg. 1897 ‘Schutzhaft’ 1938 Dachau Flucht in den Tod 6.12.1941                                                                                  | Stolpersteine in Kempen: Leo Goldschmidt, Alte Schulstraße 10                                | Leo Goldschmidt wurde am 09.08.1897 in Oedt als Sohn von Abraham und Helene Goldschmidt, geb. Lambertz geboren, als Beruf wird Viehhändler angegeben. Nach einer Schutzhaft im Jahre 1938 im KZ Dachau beging er am 06.12.1941 Selbstmord, um der bevorstehenden Deportation zu entgehen. |
| Alte Schulstraße 10 ·                                                      | 18. Dez. 2017  | Hier wohnte Rosa Goldschmidt Jg. 1878 Deportiert 1941 Riga Ermordet | Stolpersteine in Kempen: Rosa Goldschmidt, Alte Schulstraße 10                               | Rosa Goldschmidt wurde am 16.12.1878 als Tochter des Ehepaares Michael und Helene Goldschmidt, geb. Sauer geboren. Nach der Deportation am 11.12.1941 ins Ghetto Riga wurde sie auch dort ermordet. |
| Arnold-Janssen-Straße / Ecke Heilig-Geist-Straße (früher: Josefstraße 7) · | 27. Mai 2019   | Hier wohnte Emma Ajakobi Jg. 1870 Deportiert 1942 Theresienstadt 1942 Treblinka Ermordet                                                                                   | Stolpersteine in Kempen: Emma Ajakobi, Arnold-Janssen-Straße / Ecke Heilig-Geist-Straße      | Emma Ajakobi wurde am 02.05.1870 in Geilenkirchen geboren, sie war ledig. Drei Schwestern sind bekannt: Magdalene (*13.03.1862), Johanna (*08.06.1872) und Karoline (*09.09.1873). Emma wurde am 25.07.1942 ab Düsseldorf mit dem Transport VII/2, Da 71, nr. 286 ins Ghetto Theresienstadt verbracht. Von dort aus wurde sie am 29.09.1942 mit dem Transport Bs, nr. 1046 ins Vernichtungslager Treblinka deportiert, wo sie ermordet wurde. |
| Arnold-Janssen-Straße / Ecke Heilig-Geist-Straße (früher: Josefstraße 7) · | 27. Mai 2019   | Hier wohnte Magdalene Ajakobi Jg. 1862 Deportiert 1942 Theresienstadt Ermordet 6.9.1942                                                                                    | Stolpersteine in Kempen: Magdalene Ajakobi, Arnold-Janssen-Straße / Ecke Heilig-Geist-Straße | Magdalene Ajakobi (Strittig: U.a. diese Quelle nennt „Magdalena“ als Vornamen) wurde am 13.03.1862 in Geilenkirchen geboren, sie war ledig, drei Schwestern sind bekannt: Emma (*02.05.1870), Johanna (*08.06.1872) und Karoline (*09.09.1873). Magdalene wurde am 25.07.1942 mit dem Transport VII/2, Da 71, nr. 289 ins Ghetto Theresienstadt deportiert, wo sie am 06.09.1942 ermordet wurde. |
| Arnold-Janssen-Straße / Ecke Heilig-Geist-Straße (früher: Josefstraße 7) · | 27. Mai 2019   | Hier wohnte Johanna Ajakobi Jg. 1872 Deportiert 1942 Theresienstadt 1942 Treblinka Ermordet                                                                                | Stolpersteine in Kempen: Johanna Ajakobi, Arnold-Janssen-Straße / Ecke Heilig-Geist-Straße   | Johanna Ajakobi wurde am 08.06.1872 in Geilenkirchen geboren, sie war ledig, drei Schwestern sind bekannt: Emma (*02.05.1870), Magdalene (*13.03.1862) und Karoline (*09.09.1873). Johanna wurde am 25.07.1942 mit dem Transport VII/2, nr. 287 ab Düsseldorf ins Ghetto Theresienstadt verbracht. Von dort aus wurde sie am 29.09.1942 mit dem Transport Bs, nr. 1047 ins Vernichtungslager Treblinka deportiert, wo sie ermordet wurde. |
| Arnold-Janssen-Straße / Ecke Heilig-Geist-Straße (früher: Josefstraße 7) · | 27. Mai 2019   | Hier wohnte Karoline Ajakobi Jg. 1873 Deportiert 1942 Theresienstadt Ermordet 7.10.1942                                                                                    | Stolpersteine in Kempen: Karoline Ajakobi, Arnold-Janssen-Straße / Ecke Heilig-Geist-Straße  | Karoline Ajakobi (Strittig: U.a. diese Quelle nennt „Karolina“ als Vornamen) wurde am 09.09.1873 in Geilenkirchen geboren, sie war ledig, drei Schwestern sind bekannt: Emma (*02.05.1870), Magdalene (*13.03.1862) und Karoline (*09.09.1873). Karoline wurde am 25.07.1942 ab Düsseldorf mit dem Transport VII/2, nr. 288 in das Ghetto Theresienstadt deportiert, wo sie am 07.10.1942 ermordet wurde. |
| Ellenstraße 5 ·                                                            | 27. Mai 2019   | Hier wohnte Simon Winter Jg. 1844 Opfer des Pogroms misshandelt Flucht 1939 Holland mit Hilfe überlebt                                                                     | Stolpersteine in Kempen: Simon Winter, Ellenstraße 5                                         | Simon Winter wurde am 15.10.1844 als Sohn von Kallmann und Emilie Winter in Kempen geboren, drei Kinder sind bekannt: Karl, Henriette und Salomon, weiterhin ist eine Enkelin bekannt: Elsa (*01.03.1933). Als Beruf von Simon wird Viehhändler und Metzger angegeben. In der Pogromnacht wurde Simon in seiner Wohnung auf der Ellenstraße zu Boden geschlagen. Sein Sohn Karl schaffte es, den verstörten alten Mann in die Niederlande nachkommen zu lassen und brachte ihn in einem Heim in Amsterdam unter. Dort starb Simon am 12.01.1941, er ist auf dem Judenfriedhof Amsterdam begraben. |
| Ellenstraße 5 ·                                                            | 27. Mai 2019   | Hier wohnte Henriette Winter Jg. 1877 Flucht 1939 England | Stolpersteine in Kempen: Henriette Winter, Ellenstraße 5                                     | Henriette „Jettchen“ Winter wurde im Jahr 1877 als Tochter von Simon Winter (*15.10.1844) in Kempen geboren, zwei Geschwister sind bekannt: Karl und Salomon. Henriette war unverheiratet und führte im Haus der Familie ein Kurzwaren- und Handarbeitsgeschäft, welches in der Pogromnacht verwüstet wird. Sie emigriert im Jahr 1939 nach England. |
| Ellenstraße 5 ·                                                            | 27. Mai 2019   | Hier wohnte Salomon Winter Jg. 1882 Flucht 1939 England | Stolpersteine in Kempen: Salomon Winter, Ellenstraße 5                                       | Salomon Winter wurde am 02.02.1882 als Sohn von Simon Winter (*15.10.1844) in Kempen geboren, zwei Geschwister sind bekannt: Henriette und Karl. Salomon war Witwer, seine Ehefrau Else (*unbekannt) verstarb am 01.03.1933 (wahrscheinlich bei der Geburt der Tochter), ein Kind ist bekannt: Elsa (*01.03.1933). Salomon war – wie sein Vater – als Viehhändler tätig. Nach einer Schutzhaft (Ort und Zeitraum unbekannt) emigriert er im Jahr 1939 nach England. |
| Ellenstraße 5 ·                                                            | 27. Mai 2019   | Hier wohnte Elsa Winter Jg. 1933 Flucht 1939 England | Stolpersteine in Kempen: Elsa Winter, Ellenstraße 5                                          | Elsa Winter wurde am 01.03.1933 als Tochter von Salomon Winter (*02.02.1882) und seiner Ehefrau Else Winter (+01.03.1933) in Kempen geboren. Elsa gelangt mit einem Kindertransport 1939 nach England, in den sechziger Jahren wurde sie in Jerusalem bei einem Palästinenser-Attentat getötet. |
| Ellenstraße 36 ·                                                           | 27. Mai 2019   | Hier wohnte Isidor Rath Jg. 1854 gedemütigt / entrechtet tot 13.11.1936 | Stolpersteine in Kempen: Isidor Rath, Ellenstraße 36                                         | Isidor Rath wurde am 24.02.1854 geboren. Er heiratete Fanny Marcks (*21.04.1851), eine Tochter ist bekannt: Erna (*26.01.1887). In zweiter Ehe heiratete er Julie Wolf, Kinder aus dieser Ehe sind nicht bekannt. Als jüdischer Viehhändler wurde er – durch die im September 1935 erlassenen Nürnberger Rassegesetze – ein Mensch zweiter Klasse und fand keine Kunden mehr. Gedemütigt und entrechtet verstarb Isidor am 13.11.1936. |
| Ellenstraße 36 ·                                                           | 27. Mai 2019   | Hier wohnte Julie Rath geb. Wolf Jg. 1858 gedemütigt / entrechtet tot 25.4.1938                                                                                            | Stolpersteine in Kempen: Julie Rath, Ellenstraße 36                                          | Julie Wolf wurde 1858 geboren, sie heiratete Isidor Rath (*24.02.1854), Kinder sind nicht bekannt. Gedemütigt und entrechtet verstarb Julie am 25.04.1936. |
| Ellenstraße 36 ·                                                           | 27. Mai 2019   | Hier wohnte Erna Rath verh. Goumans Jg. 1887 Flucht 1938 Holland mit Hilfe überlebt                                                                                        | Stolpersteine in Kempen: Erna Rath, Ellenstraße 36                                           | Erna Rath wurde am 26.01.1887 als Tochter des Viehhändlers Isidor Rath und seiner ersten Ehefrau Fanny Rath, geb. Marcks in Kempen geboren. Am 17.12.1938 heiratet sie – in Scheinehe – hier den Möbelschreiner Peter Johannes Goumans und siedelt am 16.06.1939 nach Venray (Niederlande) um. Es gibt Hinweise dazu, dass sie während der Besetzung der Niederlande „untertauchte“, nach mehreren Umzügen (27.11.1956 nach Krefeld, am 11.02.1961 nach Venlo, 02.09.1969 nach Venray) verstirbt sie am 24.10.1970 in Venray. |
| Siegfriedstraße 6 ·                                                        | 22. Juni 2020  | Hier wohnte Fritz Wingen Jg. 1889 verhaftet 1939 regimekritische Äußerungen 1942 Gefängnis Plötzensee Sachsenhausen Ermordet 23.1.1944 Majdanek                            | Stolpersteine in Kempen: Fritz Wingen, Siegfriedstraße 6                                     | Fritz Wingen (eigentlicher Vorname Gottfried) wurde im Jahr 1889 als ältester Sohn des Lehrers Josef Wingen und seiner Ehefrau Berta in Holpe geboren, die Familie verzog 1908 nach Kempen. Zunächst war Fritz als Lehrer in Wickrath, Essen und Neuwerk tätig, seit 1921 aber nur noch als freier Künstler. Da er – neben einer Verurteilung wegen praktizierter Homosexualität – keine Hemmungen hatte, sich jederzeit für Verleumdete und Versopttete, für Minderheiten und Misshandelte einzutreten, kommt er in den Fokus der Nationalsozialisten. Am 09.06.1939 wird er aus der Reichskulturkammer ausgeschlossen, was einem Berufsverbot gleichkommt. Am 29.12.1939 wurde Fritz, der sich zu einem Besuch bei seiner Tochter Eva Kurz in Lambach aufhielt, von Margarethe von Pausinger und Theresia Reinthaller wegen regimekritischer Äußerungen angezeigt. Er wurde zu zehn Monaten Gefängnis verurteilt und im Gefängnis Plötzensee inhaftiert. Über die politische Abteilung des KZ Sachsenhausen wird Fritz ins KZ Majdanek deportiert, wo er am 23.01.1944 ermordet wurde. |
| Von-Loe-Straße 7 ·                                                         | 22. Juni 2020  | Hier wohnte Gertrud Mermet Jg. 1881 Heilanstalt Süchteln 'verlegt' 22.7.1941 Hadamar Ermordet 22.7.1941 Majdanek 'Aktion T4'                                               | Stolpersteine in Kempen: Gertrud Mermet, Von-Loe-Straße 7                                    | Gertrud Mermet (gen. Traudchen) wurde am 05.05.1881 geboren, sie war geistig verwirrt. Da sie nicht allein leben konnte, nimmt sie ihr Bruder Franz in das Haus Von-Loe-Straße 7 auf. Da sich Traudchens Zustand verschlimmert (sie wurde aggressiv und gelegentlich handgreiflich) wurde sie abgeholt und in die Landesheilanstalt Süchteln gebracht. Am 11.06.1941 wurde Traudchen (mit 84 anderen Frauen) in die Zwischenanstalt Galkhausen verbracht und am 22.07.1941 weiter in die Tötungsanstalt Hadamar deportiert, wo man sie am gleichen Tag im Rahmen der Aktion T4 ermordete. |
| Rabenstraße 11 ·                                                           | 22. Juni 2020  | Hier wohnte Hermann Chickowsky Jg. 1895 Im Widerstand/KPD verhaftet 1935 'Vorbereitung Hochverrat' Zuchthaus Lüttringhausen 1939 'Frontbewährung' tot 1944                 | Stolpersteine in Kempen: Hermann Chickowsky, Rabenstraße 11                                  | Hermann Chickowsky wurde im Jahr 1895 geboren, als Beruf wird Klempner und Installateur angegeben. Er heiratete Johanna Scholten, eine Tochter (Maria Katharina *1932) ist bekannt. U. a. mit Franz Bergs und Ludwig Klein arbeitete Hermann als Kassierer am Wiederaufbau der Kempener Ortsgruppe der KPD. Ende Juni/Anfang Juli 1934 werden Franz, Ludwig und Hermann verhaftet, am 07.02.1935 beginnt der Prozess des Strafsenates III des OLG Hamm im Schwurgerichtssaal des Landgerichtes Krefeld. Hermann wird wegen Vorbereitung zum Hochverrat zu drei Jahren Zuchthaus verurteilt und ins Zuchthaus Lüttringhausen überstellt. Bei Kriegsbeginn wird er zur Frontbewährung für neun Monate in ein Strafbataillon eingezogen und dann in einer regulären Wehrmachtseinheit eingesetzt. Im Spätsommer 1944 ist Hermann (wohl durch Partisanen) im rumänischen Bessarabien umgekommen. |
| Umstraße 8 und 10 ·                                                        | 22. Juni 2020  | Hier wohnte Andreas Rath Jg. 1878 Deportiert 1941 Riga Ermordet 1942 Salaspils                                                                                             | Stolpersteine in Kempen: Andreas Rath, Umstraße 8 und 10                                     | Andreas Rath (auch Adolph) wurde am 22.08.1878 als Sohn von Salomon Rath und seiner Ehefrau Caroline (oder Karoline) in Kempen geboren, als Beruf wird Viehhändler angegeben. Andreas war unverheiratet. Am 11.12.1941 wurde er ab Düsseldorf ins Ghetto Riga deportiert, wo er Ende 1942 umkam. |
| Umstraße 8 und 10 ·                                                        | 22. Juni 2020  | Hier wohnte Erika Rath Jg. 1926 Flucht 1939 England | Stolpersteine in Kempen: Erika Rath, Umstraße 8 und 10                                       | Erika Rath (gen. Zilla) wurde im Jahr 1926 als Tochter von Sally Rath und seiner Ehefrau Luise Rath, geb. Gompertz geboren. Am 01.09.1939 geht Erika mit ihren Eltern und ihrer Schwester Doris in die Niederlande, am nächsten Tag (einen Tag nach Ausbruch des Zweiten Weltkrieges) gelingt ihnen die Überfahrt nach England, die Familie lässt sich in Cambridge nieder. |
| Umstraße 8 und 10 ·                                                        | 22. Juni 2020  | Hier wohnte Luise Rath geb. Gompertz Jg. 1891 Flucht 1939 England | Stolpersteine in Kempen: Luise Rath, Umstraße 8 und 10                                       | Luise Gompertz wurde im Jahr 1891 geboren. Sie heiratete Sally Rath (*14.01.1884 in Kempen, emigriert Neuseeland 1939), aus der Ehe sind zwei Kinder bekannt: Doris (*25.01.1924 in Kempen, emigriert 1938 oder 1939) und Erika (*1926). Am 01.09.1939 geht die Familie in die Niederlande, am nächsten Tag (einen Tag nach Ausbruch des Zweiten Weltkrieges) gelingt allen die Überfahrt nach England, die Familie lässt sich in Cambridge nieder. |
| Umstraße 8 und 10 ·                                                        | 22. Juni 2020  | Hier wohnte Salomon Rath Jg. 1884 Flucht 1939 England | Stolpersteine in Kempen: Salomon Rath, Umstraße 8 und 10                                     | Salomon Rath wurde 1884 geboren, zwei Geschwister (Sarah und Sally) sind bekannt. Sarah und Salomon gelingt 1939 die Flucht nach England. |
| Umstraße 8 und 10 ·                                                        | 22. Juni 2020  | Hier wohnte Sarah Rath Jg. 1882 Flucht 1939 Holland versteckt überlebt | Stolpersteine in Kempen: Sarah Rath, Umstraße 8 und 10                                       | Sarah Rath (gen. Sarchen) wurde 1882 geboren, zwei Geschwister (Salomon und Sally) sind bekannt. Sarah und Salomon gelingt 1939 die Flucht nach England. |
| Umstraße 8 und 10 ·                                                        | 22. Juni 2020  | Hier wohnte Adele Rath Verh. Bruch Jg. 1876 Flucht 1941 Portugal USA Tot 13.3.1943                                                                                         | Stolpersteine in Kempen: Adele Rath, Umstraße 8 und 10                                       | Adele Rath wurde am 19.03.1876 als Tochter des Viehhändlers Salomon Rath und seiner Ehefrau Caroline (oder Karoline) in Kempen geboren. 1899 heiratete sie den Dülkener Viehhändler Hirsch Bruch, aus der Ehe sind sieben Kinder bekannt. Im Oktober 1920 verstirbt ihr Ehemann, zwei Söhne (Rudolf und Ernst) führen das Geschäft weiter. Nachdem die Besitztümer im Rahmen der Arisierung verkauft werden mussten, zieht Adele zu ihrem Bruder Adolph nach Kempen. Nach einem weiteren Umzug nach Dülken erhält sie einen Reisepass und kann im September 1941 nach Portugal ausreisen. Von Lissabon über Havanna flieht Adele mit der SS Nyassa nach New York, dort verstirbt sie am 13.03.1943 an Leberkrebs. |
| Umstraße 8 und 10 ·                                                        | 22. Juni 2020  | Hier wohnte Karolina Winter Jg. 1868 gedemütigt / entrechtet Tot 18.7.1940                                                                                                 | Stolpersteine in Kempen: Karolina Winter, Umstraße 8 und 10                                  | Karolina Winter (gen. Linchen) wurde am 30.04.1899 in Kempen geboren. Sie besaß einen kleinen „Tante-Emma-Laden“ auf der Umstraße, der während der Novemberpogrome 1938 zerstört wurde, überliefert ist ihre entsetzte Äußerung: Ick hebb doch ni-emes jet jedo-eon - ick hebb doch ni-emes jet jedo-en. Linchen verstarb gedemütigt und entrechtet am 18.07.1940 an Leberkrebs im Kempener Krankenhaus. |
| Hülser Straße 15 ·                                                         | 17. Juni 2021  | Hier wohnte Leopold Servos Jg. 1872 Flucht 1938 USA | Stolpersteine in Kempen: Leopold Servos, Hülser Straße 15                                    | Leopold Servos wurde am 07.09.1872 als Sohn von Simon Servos und seiner Ehefrau Sibilla Servos, geb. Horn in Kempen geboren, als Beruf wird Viehhändler angegeben. Er heiratete am 11.06.1899 Betty Weissbecker, fünf Kinder sind bekannt: Caecilia (*22.09.1902 in Kempen), Siegfried (*18.02.1907 in Kempen, 1929 nach New York emigriert, †08.01.1991 in Hallandale), Beate (*18.05.1900 in Fischborn, †25.06.1983 in Hallandale), Erna (*1910) und Alice (*1912). Siegfried und Betty können 1938 über die Niederlande in die USA flüchten. Sie lassen sich (1940) in Moline (Illinois) nieder, wo auch der Sohn Siegfried und seine (deutsche) Ehefrau Sofie leben. Leopold verstarb am 01.09.1957 in Moline (Illinois). |
| Hülser Straße 15 ·                                                         | 17. Juni 2021  | Hier wohnte Betty Servos Geb. Weissbecker Jg. 1874 Flucht 1936 USA | Stolpersteine in Kempen: Betty Servos, Hülser Straße 15                                      | Betty Weissbecker wurde am 18.06.1874 geboren, sie heiratete den Viehhändler Leopold Servos, fünf Kinder sind bekannt: Caecilia (*1902), Siegfried (*1907), Beate (*1900), Erna (*1910) und Alice (*1912). Siegfried und Betty können 1938 über die Niederlande in die USA flüchten. Sie lassen sich (1940) in Moline (Illinois) nieder, wo auch der Sohn Siegfried und seine (deutsche) Ehefrau Sofie leben. Betty verstarb im Jahr 1947 in Davenport, sie ist auf dem Mount Nebo Hebrew Cemetery in Davenport begraben. |
| Hülser Straße 15 ·                                                         | 17. Juni 2021  | Hier wohnte Erna Servos Jg. 1910 Flucht 1934 USA | Stolpersteine in Kempen: Erna Servos, Hülser Straße 15                                       | Erna Servos wurde am 02.01.1910 als Tochter des Ehepaares Leopold Servos und Betty Servos, geb. Weissbecker geboren, vier Geschwister sind bekannt: Caecilia (*1902), Siegfried (*1907), Beate (*1900) und Alice (*1912). Alice und Erna konnten im April 1934 mit der SS Statendam über Rotterdam nach New York fliehen. Erna verstarb 1951 und ist auf dem Mount Nebo Hebrew Cemetery in Davenport begraben. |
| Hülser Straße 15 ·                                                         | 17. Juni 2021  | Hier wohnte Alice Servos Jg. 1912 Flucht 1934 USA | Stolpersteine in Kempen: Alice Servos, Hülser Straße 15                                      | Alice Servos wurde am 02.11.1912 in Kempen als Tochter des Ehepaares Leopold Servos und Betty Servos, geb. Weissbecker geboren, vier Geschwister sind bekannt: Caecilia (*1902), Siegfried (*1907), Beate (*1900) und Erna (*1910). Alice und Erna konnten im April 1934 mit der SS Statendam über Rotterdam nach New York fliehen, wo sie zu einem unbekannten Zeitpunkt verstarb. |
| Vorster Straße 16 ·                                                        | 17. Juni 2021  | Hier wohnte Sally Servos Jg. 1861 Deportiert 1942 Theresienstadt Ermordet 19.11.1942                                                                                       | Stolpersteine in Kempen: Sally Servos, Vorster Straße 16                                     | Sally Servos wurde am 08.07.1861 in Kempen geboren. Er heiratete Nanni Herz, zwei Kinder sind bekannt: Berta und Siegfried. Nach der Verbringung von Sally, Nanni und Berta in das Judenhaus Josefstraße 5 wird Sally am 25.07.1942 ab Düsseldorf (strittig: Diese Quelle gibt Aachen als Ausgangsort an) mit dem Transport VII/2, Zug Da 71, No 869 ins Ghetto Theresienstadt deportiert, wo er am 19.11.1942 ermordet wurde. |
| Vorster Straße 16 ·                                                        | 17. Juni 2021  | Hier wohnte Nanni Servos Geb. Herz Jg. 1866 Deportiert 1942 Theresienstadt Ermordet 25.11.1942                                                                             | Stolpersteine in Kempen: Nanni Servos, Vorster Straße 16                                     | Nanni Herz wurde am 02.04.1866 in Bochum geboren, sie heiratete den Kaufmann Sally Servos, zwei Kinder sind bekannt: Berta und Siegfried. Nach der Verbringung von Sally, Nanni und Berta in das Judenhaus Josefstraße 5 wird Nanni am 25.07.1942 ab Düsseldorf (strittig: Diese Quelle gibt Aachen als Ausgangsort an) mit dem Transport VII/2, Zug Da 71, No 868 ins Ghetto Theresienstadt deportiert, wo sie am 25.11.1942 ermordet wurde. |
| Vorster Straße 16 ·                                                        | 17. Juni 2021  | Hier wohnte Siegfried Servos Jg. 1899 Opfer des Pogroms Misshandelt 'Schutzhaft' 1938 Dachau Schicksal unbekannt                                                           | Stolpersteine in Kempen: Siegfried Servos, Vorster Straße 16                                 | Siegfried „Fritz“ Servos wurde 1899 als Sohn von Sally Servos und seiner Ehefrau Nanni Servos, geb. Herz in Kempen geboren, eine Schwester ist bekannt: Berta. Siegfried wird während der Pogromnacht von der SA zusammengeschlagen und ins KZ Dachau („Schutzhaft“) deportiert. Nach seiner Entlassung im Dezember 1938 verliert sich seine Spur. |
| Vorster Straße 16 ·                                                        | 17. Juni 2021  | Hier wohnte Berta Servos Jg. 1896 Deportiert 1941 Riga Stutthof Ermordet 1.1.1945                                                                                          | Stolpersteine in Kempen: Berta Servos, Vorster Straße 16                                     | Berta Servos wurde am 12.05.1896 als Tochter von Sally Servos und seiner Ehefrau Nanni Servos, geb. Herz in Kempen geboren, ein Bruder ist bekannt: Siegfried. Nach der Verbringung von Sally, Nanni und Berta in das Judenhaus Josefstraße 5 wird Berta am 11.12.1941 ab Düsseldorf ins Ghetto Riga verbracht. Von dort aus ging es weiter ins Zwangsarbeitslager Strasdenhof. Im August 1944 wird Berta im KZ Stutthof erschossen (strittig: Diese Quelle gibt das Zwangsarbeitslager Strasdenhof als Todesort an). |
| Vorster Straße 17 ·                                                        | 17. Juni 2021  | Hier wohnte Abraham Rath Jg. 1870 Flucht 1938 USA | Stolpersteine in Kempen: Abraham Rath, Vorster Straße 17                                     | Abraham Rath wurde am 01.11.1870 in Kempen geboren, als Beruf wird Viehhändler angegeben. Er heiratete Therese Kaufmann, zwei Kinder sind bekannt: Frieda und Bruno. Abraham und Therese können im August 1938 mit der Normandie über Le Havre nach New York emigrieren. Abraham erkrankt und verstirbt am 03.05.1939. |
| Vorster Straße 17 ·                                                        | 17. Juni 2021  | Hier wohnte Therese Rath Geb. Kaufmann Jg. 1881 Flucht 1938 USA | Stolpersteine in Kempen: Therese Rath, Vorster Straße 17                                     | Therese Kaufmann wurde 1881 geboren, sie heiratete Abraham Rath, zwei Kinder sind bekannt: Frieda und Bruno. Abraham und Therese können im August 1938 mit der Normandie über Le Havre nach New York emigrieren. |
| Vorster Straße 17 ·                                                        | 17. Juni 2021  | Hier wohnte Frieda Rath Jg. 1908 Flucht 1938 USA | Stolpersteine in Kempen: Frieda Rath, Vorster Straße 17                                      | Frieda Rath wurde 1908 als Tochter des Ehepaares Abraham Rath und Therese Rath, geb. Kaufmann geboren, ein Bruder ist bekannt: Bruno. Frieda kann (über Bremen) in die USA emigrieren, sie trifft am 02.10.1935 in New York ein. |
| Vorster Straße 17 ·                                                        | 17. Juni 2021  | Hier wohnte Bruno Rath Jg. 1909 Flucht 1938 USA | Stolpersteine in Kempen: Bruno Rath, Vorster Straße 17                                       | Bruno Rath wurde 1909 als Sohn des Ehepaares Abraham Rath und Therese Rath, geb. Kaufmann geboren, eine Schwester ist bekannt: Frieda. Im Dezember 1939 kann Bruno in die USA emigrieren, am 20.04.1939 kann er die US-Staatsbürgerschaft in Portland (Oregon) erwerben. |
| Vorster Straße 42 ·                                                        | 17. Juni 2021  | Hier wohnte Hedwig Pfeiffer Jg. 1885 'Kritische Äusserungen' Verhaftet 8.9.1944 Zuchthaus Anrath Bergen-Belsen Ermordet Feb. 1945                                          | Stolpersteine in Kempen: Hedwig Pfeiffer, Vorster Straße 42                                  | Hedwig Pfeiffer wurde im Jahr 1885 geboren. Wegen systemkritikischen Äußerungen wurde sie am 08.09.1944 verhaftet und im Gefängnis Anrath inhaftiert. Im Februar 1945 wird Hedwig im KZ Bergen-Belsen ermordet. |
| Vorster Straße 70 ·                                                        | 17. Juni 2021  | Hier wohnte Theodor Wehlings Jg. 1913 Eingewiesen 1944 Heilanstalt Süchteln 'Verlegt' 10.7.1944 Heilanstalt Meseritz-Obrawalde Ermordet 26.7.1944                          | Stolpersteine in Kempen: Theodor Wehlings, Vorster Straße 70                                 | Auf eine Veröffentlichung der Biografie Theodor Wehlings wird auf Wunsch der Angehörigen verzichtet. |
| Oedter Straße 82 ·                                                         | 9. Juni 2022   | Hier wohnte Theodor Schlagermann Jg. 1899 Im Widerstand / SPD Verhaftet 1935 Vorbereitung Hochverrat Zuchthaus Duisburg Zuchthaus Remscheid Entlassen 1939                 | Stolpersteine in Kempen: Theodor Schlagermann, Oedter Straße 82                              | Der Buchdrucker Theodor Schlagermann wurde am 14.12.1899 in St. Hubert geboren. Als Ortsvorsitzender der SPD in Kempen leistete er aktiv Widerstand und kämpfte im Untergrund gegen die Nazis. Von Mitbürgern denunziert, wurde er fast vier Jahre in den Zuchthäüsern Duisburg und Remscheid inhaftiert. Nach dem Krieg war er (bis zu seinem Tod am 12.06.1966 in Kempen) Sprecher der Kempener SPD-Fraktion, Kreistagsmitglied und Ortsvorsitzender der Arbeiterwohlfahrt. |
| Kurfürstenstraße 13 ·                                                      | 9. Juni 2022   | Hier wohnte Johanna Lambertz Geb. Kaufmann Jg. 1856 Flucht 1938 Holland Tot 2.Nov. 1940 Venlo                                                                              | Stolpersteine in Kempen: ohanna Lambertz, Kurfürstenstraße 13                                | Johanna Kaufmann, verh. Lambertz wurde am 31.10.1856 in St. Tönis geboren. Nachdem sie als Jüdin denunziert wurde, floh sie 1938 zu ihrem Sohn Fritz nach Venlo. Dort verstarb sie am 02.11.1940. |
| Thomasstraße 4 ·                                                           | 9. Juni 2022   | Hier wohnte Helene Simone Jg. 1869 Deportiert 1942 Theresienstadt Treblinka Ermordet                                                                                       | Stolpersteine in Kempen: Helene Simone, Thomasstraße 4                                       | Helene Simone wurde am 26.12.1869 in Lank-Latum geboren. Als Jüdin wurde sie am 25.07.1942 in das Ghetto Theresienstadt deportiert und im Vernichtungslager Treblinka ermordet (Strittig: Lt. dieser Quelle wurde Helene im Ghetto Minsk ermordet). |
| Heilig-Geist-Straße 21 ·                                                   | 9. Juni 2022   | Hier wohnte Siegmund Winter Jg. 1864 Deportiert 1942 Theresienstadt Ermordet 11. 3. 1943                                                                                   | Stolpersteine in Kempen: Siegmund Winter, Heilig-Geist-Straße 21                             | Siegmund Winter wurde am 22.01.1864 als Sohn von Sussmann Winter und Marianne Winter, geb. Rath in Kempen geboren, als Beruf wird Viehhändler angegeben. Er heiratete Henriette Levisohn (22.01.1864 – 11.03.1943), zwei Töchter (Carola und Else) sind bekannt. Siegmund und Carola wurden am 25.07.1942 mit dem Transport VII/2, Da 71, Nr. 964/957 ab Aachen ins Ghetto Theresienstadt deportiert, wo Siegfried am 11.03.1943 ermordet wurde. |
| Heilig-Geist-Straße 21 ·                                                   | 9. Juni 2022   | Hier wohnte Carola Winter Jg. 1899 Deportiert 1942 Theresienstadt 1944 Auschwitz Ermordet 15. 4. 1944                                                                      | Stolpersteine in Kempen: Carola Winter, Heilig-Geist-Straße 21                               | Carola Winter wurde am 30.04.1899 als Tochter von Siegmund Winter und seiner Ehefrau Henriette Winter, geb. Levisohn (22.01.1864 – 11.03.1943) in Kempen geboren, eine Schwester (Else) ist bekannt. Siegmund und Carola wurden am 25.07.1942 mit dem Transport VII/2, Da 71, Nr. 964/957 ab Aachen ins Ghetto Theresienstadt verbracht. Am 20.03.1944 wird Carola ins KZ Auschwitz deportiert. Am 15.04.1944 wurde sie im KZ Bergen-Belsen ermordet. |
| Heilig-Geist-Straße 21 ·                                                   | 9. Juni 2022   | Hier wohnte Else Winter Jg. 1901 Flucht 1937 USA | Stolpersteine in Kempen: Else Winter, Heilig-Geist-Straße 21                                 | Else Winter wurde am 05.11.1901 als Tochter von Siegmund Winter und seiner Ehefrau Henriette Winter, geb. Levisohn (22.01.1864 – 11.03.1943) in Kempen geboren, eine Schwester (Carola) ist bekannt. Else gelingt 1937 die Flucht in die USA, sie verstirbt am 18.12.1955 in San Francisco an einem Krebsleiden. |
| Kerkener Straße 1 ·                                                        | 9. Juni 2022   | Hier wohnte Dr. Karl Winter Jg. 1892 Flucht 1936 Holland Mit Hilfe Überlebt                                                                                                | Stolpersteine in Kempen: Dr. Karl Winter, Kerkener Straße 1                                  | Der Anwalt und Notar Dr. Karl Winter wurde am 06.07.1892 in Kempen geboren. Er heiratete Berta Baum, zwei Töchter (Mirjam und Ruth) sind bekannt. Die Familie kann 1936 in die Niederlande flüchten, wo sie vom niederländischen Widerstand versteckt wird. Karl verstirbt am 16.09.1959 in Israel. |
| Kerkener Straße 1 ·                                                        | 9. Juni 2022   | Hier wohnte Berta Winter Geb. Baum Jg. 1890 Flucht 1936 Holland Mit Hilfe Überlebt                                                                                         | Stolpersteine in Kempen: Berta Winter, Kerkener Straße 1                                     | Berta Baum heiratete Dr. Karl Winter, zwei Töchter (Mirjam und Ruth) sind bekannt. Die Familie kann 1936 in die Niederlande flüchten, wo sie vom niederländischen Widerstand versteckt wird. Berta verstirbt am 18.12.1982 in Israel. |
| Kerkener Straße 1 ·                                                        | 9. Juni 2022   | Hier wohnte Mirjam Winter Verh. Honig Jg. 1922 Flucht 1936 Holland Mit Hilfe Überlebt                                                                                      | Stolpersteine in Kempen: Mirjam Winter, Kerkener Straße 1                                    | Mirjam Winter, verh. Honig wurde am 17.08.1922 als Tochter von Dr. Karl Winter und seiner Ehefrau Berta Winter, geb. Baum in Düsseldorf geboren, eine Schwester (Ruth) ist bekannt. Die Familie kann 1936 in die Niederlande flüchten, wo sie vom niederländischen Widerstand versteckt wird. Mirjam lebt in Eindhoven. |
| Kerkener Straße 1 ·                                                        | 9. Juni 2022   | Hier wohnte Ruth Winter Verh. Steinmann Jg. 1929 Flucht 1936 Holland Mit Hilfe Überlebt                                                                                    | Stolpersteine in Kempen: Ruth Winter, Kerkener Straße 1                                      | Ruth Winter wird am 21.10.1929 als Tochter von Dr. Karl Winter und seiner Ehefrau Berta Winter, geb. Baum in Kempen geboren. Die Familie kann 1936 in die Niederlande flüchten, wo sie vom niederländischen Widerstand versteckt wird. Ruth stirbt am 16.04.2008 in Israel. |

### Verlegte Stolpersteine im Ortsteil St. Hubert
| Adresse                                | Verlege- datum | Person, Inschrift | Bild                                                                             | Anmerkung |
| -------------------------------------- | -------------- | --- | -------------------------------------------------------------------------------- | --- |
| Escheln 1 ·                            | 29. Mai 2018   | Hier lebte zwangsweise Czeslaw Macijewski Jg. 1915 Polnischer Zwangsarbeiter Verhaftet 'Rassenschande' Gehenkt 25.10.1941 Schmalbroich                   | Stolpersteine in Kempen: Czeslaw Macijewski, Escheln 1                           | Czeslaw Macijewski wurde am 15.03.1915 in Zinolza/Serps in Polen geboren. Beim deutschen Überfall auf Polen im September 1939 wurde er als Wehrpflichtiger der polnischen Armee gefangen genommen und im November nach Deutschland gebracht. Hier wurde er im Winter 1940 auf dem Hof des Bauern Hubert Goetzens in St. Hubert, Escheln 5 (heute: Escheln 1), als „Fremdarbeiter“ eingesetzt, dort freundete es sich mit der Hausangestellten Gertrud B. an, die um die Jahreswende 1940/41 schwanger wurde. Sie gibt an, dass Czeslaw der Vater ist, obwohl er dies bestreitet, wurde er am 25.10.1941, morgens 8.15 Uhr (auf Befehl des Reichsführers der SS, Heinrich Himmler) wegen „Rassenschande“ in Schmalbroich (wahrscheinlich in der Nähe von Haus Velde im Voescher Wald, evtl. auch bei Steves Busch) vor etwa 180 polnischen Einwohnern Kempens und der Umgebung gehenkt. |
| Auf dem Zanger ·                       | 29. Mai 2018   | Hier wohnte Eva Falk geb. Meyer Jg. 1859 Deportiert 1942 Theresienstadt Ermordet in Treblinka                                                            | Stolpersteine in Kempen: Eva Falk, Auf dem Zanger                                | Eva Meier wurde am 07.01.1859 in Gey geboren, sie war verheiratet (Vorname des Ehemanns ist unbekannt). Eva wurde am 25.07.1942 mit dem Transport VII/2, nr. 399 von Düsseldorf ins Ghetto Theresienstadt verbracht und von dort aus am 29.09.1942 mit dem Transport Bs, nr. 1056 ins Vernichtungslager Treblinka deportiert, wo sie ermordet wurde. |
| Hauptstraße 43 ·                       | 29. Mai 2018   | Hier wohnte Isidor Lambertz Jg. 1878 Deportiert 1941 Riga Ermordet 26.3.1942                                                                             | Stolpersteine in Kempen: Isidor Lambertz, Hauptstraße 43                         | Isidor Lambertz wurde am 07.09.1878 als Sohn des Metzgers Salomon Lambertz und seiner Ehefrau Judula Lambertz, geb. Sender (*11.07.1830) in Sankt Hubert geboren, er hatte 12 Geschwister, eine Schwester (Eva (*06.05.1866) und ein Bruder (Nathan (*30.09.1857, †04.08.1942, Theresienstadt, Opfer der Shoah) sind bekannt. Er heiratete in zweiter Ehe Mathilde Koopmann (*04.10.1887), ein Adoptivsohn (Hans Felix (*1928)) ist bekannt. Isidor und Mathilde wurden am 11.12.1941 ab Düsseldorf ins Ghetto Riga deportiert, wo Isidor am 26.03.1942 im Wald von Bikernieki erschossen wird. Für seinen Bruder Nathan wurde ein Stolperstein in Lübeck, Lindenstraße 12 verlegt. |
| Hauptstraße 43 ·                       | 29. Mai 2018   | Hier wohnte Mathilde Lambertz geb. Koopmann Jg. 1887 Deportiert 1941 Riga Ermordet                                                                       | Stolpersteine in Kempen: Mathilde Lambertz, Hauptstraße 43                       | Mathilde Koopmann wurde am 04.10.1887 in Weeze geboren. Sie heiratete Isidor Lambertz (*07.09.1878), ein Adoptivsohn (Hans Felix (*1928)) ist bekannt. Isidor und Mathilde wurden am 11.12.1941 ab Düsseldorf ins Ghetto Riga deportiert, wo Mathilde ermordet wurde. |
| Hauptstraße 43 ·                       | 29. Mai 2018   | Hier wohnte Hans Felix Lambertz Jg. 1928 Flucht 1939 Holland England                                                                                     | Stolpersteine in Kempen: Hans Felix Lambertz, Hauptstraße 43                     | Hans Felix Lambertz wurde im Jahr 1928 geboren, er war der Adoptivsohn von Isidor (*07.09.1878) und seiner Ehefrau Mathilde Lambertz, geb. Koopmann (*04.10.1887). Den Eltern gelingt es, Hans Felix am 27.01.1939 in die Niederlande zu schicken, von wo aus er (kurz vor dem Einmarsch der Wehrmacht) zu einer Pflegefamilie nach England fliehen konnte. Ende der 1960er-Jahre zieht Hans Felix nach Österreich, er stirbt am 03.01.2015 in Innsbruck. |
| Hauptstraße 43 ·                       | 29. Mai 2018   | Hier wohnte Eva Lambertz Jg. 1866 Deportiert 1942 Theresienstadt 1942 Treblinka Ermordet                                                                 | Stolpersteine in Kempen: Eva Lambertz, Hauptstraße 43                            | Eva Lambertz wurde am 06.05.1866 in Sankt Hubert als Tochter des Metzgers Salomon Lambertz und seiner Ehefrau Judula Lambertz, geb. Sender (*11.07.1830) geboren, sie blieb unverheiratet. Eva hatte 12 Geschwister, ab Mai 1922 lebte sie im Haus ihres Bruders Isidor (*07.09.1878) und seiner Ehefrau Mathilde Lambertz, geb. Koopmann (*04.10.1887); weiterhin ist ein Bruder (Nathan (*30.09.1857, †04.08.1942, Theresienstadt, Opfer der Shoah)) bekannt. Am 25.07.1942 wurde Eva ab Düsseldorf mit dem Transport VII/2 Bp 1259 ins Ghetto Theresienstadt verbracht. Von dort aus wurde sie am 21.09.1942 mit dem Transport Bp ins Vernichtungslager Treblinka deportiert, wo sie ermordet wurde. |
| Königsstraße 12 ·                      | 29. Mai 2018   | Hier wohnte Max Mendel Jg. 1894 Gefängnis Anrath Deportiert 1943 Auschwitz Ermordet 16.4.1943                                                            | Stolpersteine in Kempen: Max Mendel, Königsstraße 12                             | Max Mendel wurde am 05.02.1894 als Sohn von Alexander und Lisette Mendel in Sankt Hubert geboren. Er war mit Maria Koenen verheiratet, als Beruf wird Viehhändler angegeben. Von einer Deportation blieb er zunächst verschont, weil er mit einer Arierin verheiratet war, später gab es aber Denunziationen von Nachbarn über eine angebliche Arbeitsscheu, die an Arbeitsamt und Polizei in Kempen weitergegeben wurden. Nach einer Schutzhaft im Jahre 1942 wurde er ins KZ Auschwitz deportiert, wo er am 16.04.1943 ermordet wurde. Auf dem jüdischen Friedhof in Kempen erinnert seit 2010 ein kleiner Stein an Max Mendel. |
| Hauptstraße/Anton-Hochkirchen-Straße · | 29. Mai 2018   | Hier wohnte Wilhelmine Mendel Jg. 1891 Deportiert 1941 Riga Ermordet 31.3.1942                                                                           | Stolpersteine in Kempen: Wilhelmine Mendel, Hauptstraße/Anton-Hochkirchen-Straße | Wilhelmine Mendel wurde am 15.08.1891 in Sankt Hubert geboren, sie war unverheiratet, ein Bruder – Siegfried (*17.01.1907) – ist bekannt. Am 11.12.1941 wird die schwer kranke Frau ab Düsseldorf ins Ghetto Riga deportiert, wo sie mit Motorabgasen ermordet wurde. |
| Hauptstraße/Anton-Hochkirchen-Straße · | 29. Mai 2018   | Hier wohnte Siegfried Mendel Jg. 1907 Flucht 1938 Belgien Frankreich Interniert Drancy Deportiert 1942 Ermordet in Auschwitz                             | Stolpersteine in Kempen: Siegfried Mendel, Hauptstraße/Anton-Hochkirchen-Straße  | Siegfried Mendel wurde am 17.01.1907 in Sankt Hubert geboren, eine Schwester – Wilhelmine (*15.08.1891) – ist bekannt. Siegfried emigrierte zunächst nach Eelen bei Maaseyk/Belgien und weiter nach Südfrankreich, wo man ihn nach der Besetzung durch die Wehrmacht verhaftete. Am 07.09.1942 wurde er über Saint Cyprien und Drancy ins KZ Auschwitz deportiert, wo er umgebracht wurde. |
| Hauptstraße/Anton-Hochkirchen-Straße · | 29. Mai 2018   | Hier wohnte Ernst Anschel Jg. 1915 ‘Schutzhaft’ 1938 Dachau Flucht 1939 Belgien Frankreich Interniert Drancy Deportiert 1942 Auschwitz Ermordet 8.1.1943 | Stolpersteine in Kempen: Ernst Anschel, Hauptstraße/Anton-Hochkirchen-Straße     | Ernst Anschel wurde am 03.02.1915 im Polch geboren. Nach dem Verlust seiner Arbeit bei Kleinbongartz in Aldekerk zieht in das Haus seines Freundes Siegfried Mendel und schlägt sich als Viehhändler durch. Vom 10.11.1938 bis zum 12.01.1939 wird er im KZ Dachau in „Schutzhaft“ genommen; Ernst emigriert am 01.02.1939 nach Lüttich und – nach dem Einmarsch der Nazis – weiter nach Frankreich. Am 14.08.1942 wird er ab Drancy in das Vernichtungslager Auschwitz deportiert, als Todesdatum wird der 08.01.1943 angegeben. |